# Il solitario del Texas
Il solitario del Texas (Albuquerque) è un film del 1948 diretto da Ray Enright.
, 
È un western statunitense ambientato nel 1878 con Randolph Scott, Barbara Britton, George 'Gabby' Hayes e Lon Chaney Jr.. È basato sul romanzo del 1940 Dead Freight for Piute di Luke Short.

## Trama
Nuovo Messico. Durante l'assalto a una diligenza, la giovane Celia Wallace viene derubata di 10 mila dollari e un aitante passeggero riesce a mettere in fuga i banditi e a salvare una bambina. Celia è grata al giovane, fino a quando non viene a sapere che si chiama Cole Armin e che è stato chiamato dallo zio a lavorare per lui ad Albuquerque. Lo zio, John Armin, è un ricco e spietato titolare di un'agenzia di trasporti che, con la complicità dello sceriffo e della malavita locale, è riuscito a monopolizzare l'attività nella zona. Con ogni mezzo, John fa di tutto per mettere fuori gioco la società concorrente diretta proprio dal fratello di Celia, Ted Wallace.
Arrivato a destinazione, in poco tempo Cole si rende conto che lo zio è una persona senza scrupoli e che addirittura potrebbe esserci lui dietro alla rapina della diligenza. Pertanto si schiera dalla parte di Ted e Celia e, grazie al suo appoggio, la giovane società di linee merci comincia ad affermarsi. Il vecchio Armin ricorre allora ad ogni mezzo per eliminare la concorrenza: ostruzione di strade, minacce, intimidazioni, attentati. Riesce perfino a far arrestare suo nipote con l'accusa di incendio doloso ma, grazie alla testimonianza di una coraggiosa ragazza, Cole viene scagionato e posto in libertà.
Si giunge alla battaglia finale tra John Armin con lo sceriffo e i suoi uomini e, dall'altra parte, Cole e Ted Wallace. Lo sceriffo corrotto e uno dei suoi uomini armati finiscono uccisi e, prima che finalmente arrivi la Cavalleria, viene affrontato anche John Armin.

## Produzione
Il film, diretto da Ray Enright su una sceneggiatura di Gene Lewis e Clarence Upson Young e un soggetto di Luke Short (autore del romanzo), fu prodotto da William H. Pine e William C. Thomas per la Paramount Pictures tramite la Clarion Productions e girato nell'Iverson Ranch a Chatsworth, Los Angeles, California, e a Sedona, Arizona, da metà gennaio a metà marzo 1947. Il titolo di lavorazione fu Dead Freight for Piute.

## Distribuzione
Il film fu distribuito con il titolo Albuquerque negli Stati Uniti dal 20 febbraio 1948 (première a Albuquerque il 2 febbraio 1948) al cinema dalla Paramount Pictures.
Altre distribuzioni:
- in Svezia il 23 agosto 1948 (Albuquerque, äventyrens stad)
- in Finlandia il 17 settembre 1948 (Henkipatot)
- in Portogallo il 14 giugno 1949 (A Ferro e Fogo)
- in Francia il 26 ottobre 1949 (La descente tragique)
- in Danimarca il 9 gennaio 1950 (Minebyen)
- in Germania Ovest il 29 novembre 1955 (Der Rächer der Todesschlucht)
- in Austria (Der Rächer der Todesschlucht)
- in Brasile (O Romântico Defensor)
- nel Regno Unito (Silver City)
- in Grecia (Matomeni katavasis)
- in Italia (Il solitario del Texas)

## Promozione
Le tagline sono:
- It's got ALL-STAR Names! It's got ACTION-PACKED Thrills! It's got ADVENTURE-LOADED Romance! It's got AMAZING Color!
- TREMENDOUS THRILL STORY OF A LAWELSS, BRAWLING FRONTIER ELDORADO!
- MIGHTY DRAMA OF A FABULOUS FRONTIER TOWN OF SILVER... SINNERS... AND SIX-SHOOTERS!
- OUT OF THE FLAMING PAGES OF THE BULLET-STREAKED NOVEL... COMES THE EPIC STORY OF THE TOWN AND THE WOMAN THAT ONLY ONE MAN COULD TAME!
- BLAZING GUNS MADE HISTORY EACH DAY... AND WARM LIPS MADE MEMORIES AT NIGHT...